# Sisimiut Museum
Sisimiut Museum – muzeum historyczno-kulturalne w Sisimiut na Grenlandii. Znajduje się w centralnej części miasta, ok. 200 m na południe od portu morskiego w zatoce Kangerluarsunnguaq.
W zbiorach muzeum znajdują się eksponaty związane z historią, kulturą, żeglugą, handlem i przemysłem dawnych mieszkańców regionu wokół dzisiejszego Sisimiut, m.in. znaleziska związane z osadnictwem kultury Saqqaq.

## Zbiory muzeum
Do głównych zbiorów muzeum należą:
- narzędzia łowieckie,
- psie zaprzęgi,
- umiaki i inne lokalne łodzie rybackie,
- model pierwszej przetwórni rybnej.

## Stałe ekspozycje

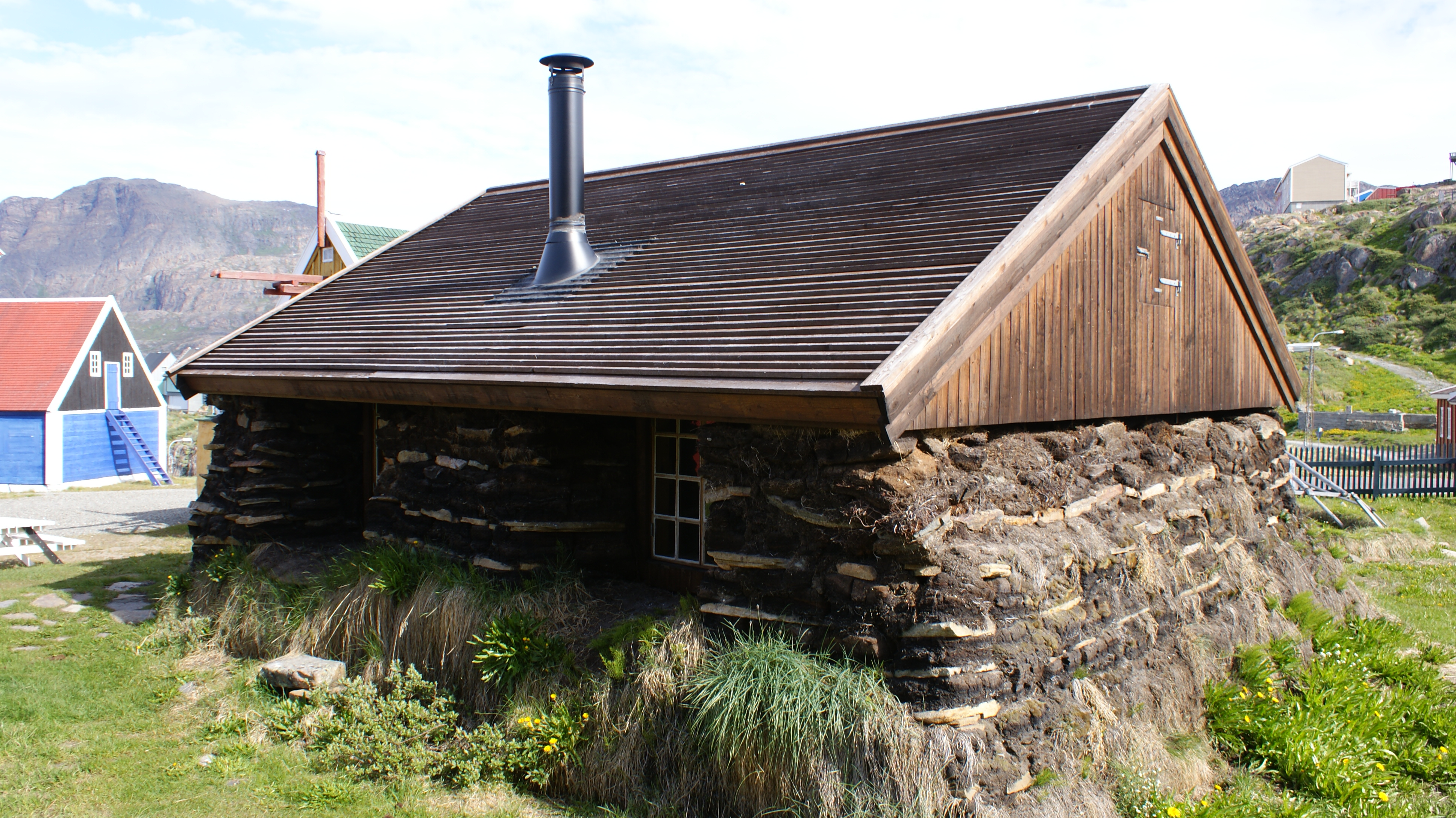
Zrekonstruowany domek torfowy

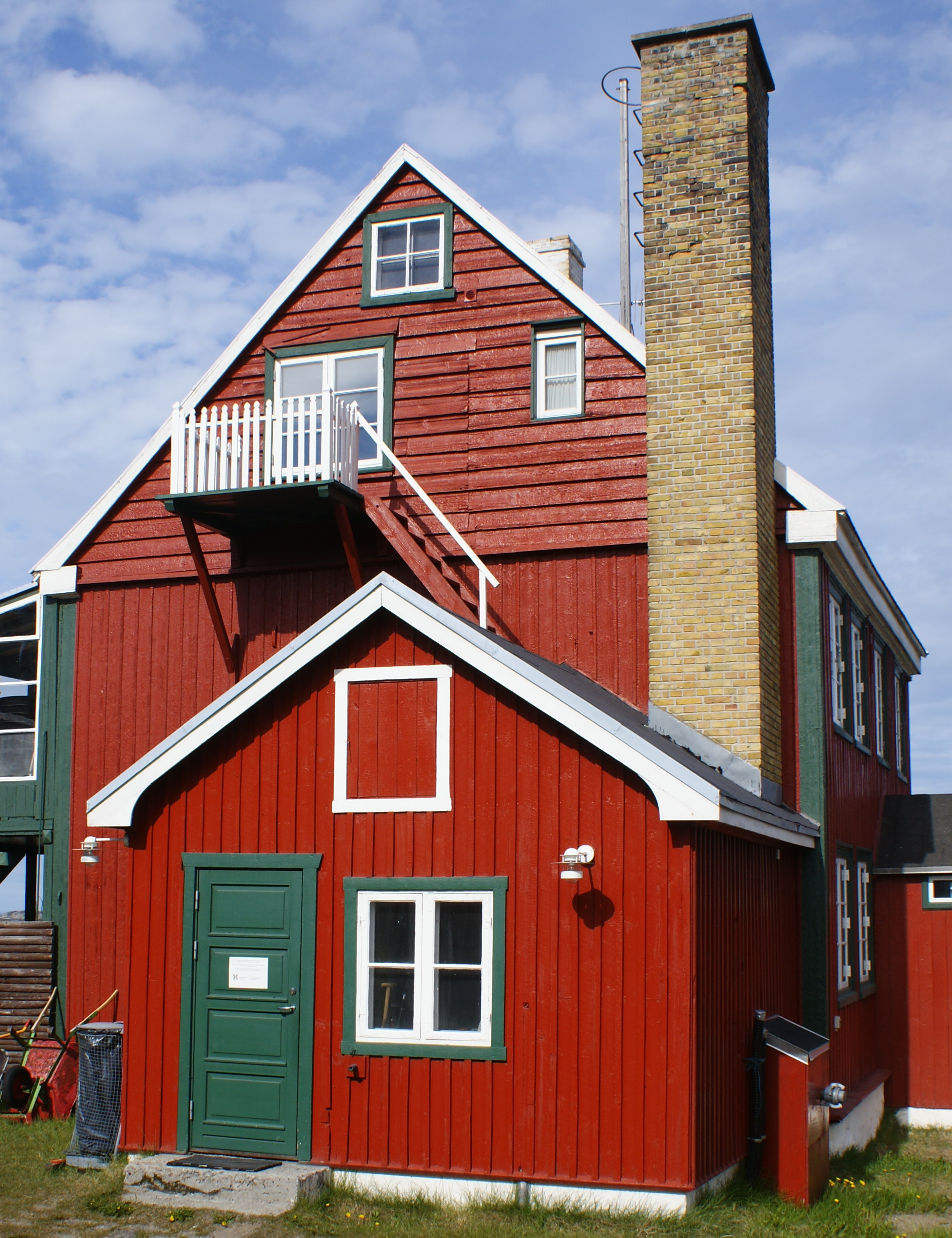
Budynek dawnej siedziby zarządu kolonii

Stałe ekspozycje muzeum toː
- „Pierwsi mieszkańcy Grenlandii” – wystawa zawiera zbiory związane z osadnictwem kultury Saqqaq sprzed 4000 lat;
- „Żegluga na Grenlandii” – m.in. łodzie rybackie z połowy XX wieku, szczątki kajaku z XVIII wieku, stare silniki;
- „Kolekcja V. C. Frederiksena” – narzędzia i różne przedmioty zgromadzone w latach 1902–1922;
- „Kolekcja Poula Madsena” – sztuka, rękodzieło, przedmioty użytku domowego i etnograficzne;
- „Inwentarz ze starego kościoła” – niektóre elementy wyposażenia dawnego kościoła;
- „Domek torfowy” – zbiory różnych przedmiotów codziennego użytku zgromadzone w zrekonstruowanym domku z początków XX wieku oraz w jego obejściu.

## Historyczne budynki
Sisimiut Museum jest usytuowane w najstarszej części miasta. Znajdują się w niej budynki, których większość pamięta czasy kolonialne. Niektóre z nich pochodzą z XVIII wieku. Większość z nich jest częścią muzeum, a inne leżą w sąsiedztwie; są to m.in.ː
- budynek dawnej siedziby zarządu kolonii z 1840, obecnie główny budynek muzeum;
- kościół z 1775,
- zrekonstruowany domek torfowy z początku XX wieku.